# Neal Maxwell
Neal Ash Maxwell (6 lipca 1926 - 21 lipca 2004), Amerykanin, wysoki hierarcha Kościoła Jezusa Chrystusa Świętych w Dniach Ostatnich.
Od 1974 zasiadał w najwyższych władzach Kościoła Jezusa Chrystusa Świętych w Dniach Ostatnich, w październiku 1981 został apostołem kościoła (członkiem Kworum Dwunastu Apostołów); wyświęcił go jeden z liderów Kościoła, N. Eldon Tanner.
Studiował nauki polityczne na Uniwersytecie Utah w Salt Lake City, był następnie wykładowcą tej uczelni i autorem około 30 książek o tematyce religijnej. Pracował również jako dyrektor w kilku prywatnych firmach. W młodości był misjonarzem w Kanadzie.